# Paul I av Grekland
Paul I av Grekland (grekiska Παύλος A´, Pávlos I), född 14 december 1901 i Aten, död 6 mars 1964 i Aten, var kung av Grekland från 1 april 1947 till sin död 1964.
Han var son till Konstantin I av Grekland och Sofia av Preussen.
Paul följde sin far i dennes landsflykt 1917. När Pauls bror Alexander I av Grekland plötsligt avled 1920, vägrade han efterträda honom.
Paul levde i landsflykt även åren 1924-1935 och (i Sydafrika tillsammans med sin familj) 1941-1946.
Han gifte sig 9 januari 1938 med Frederika av Hannover, född 18 april 1917, död 6 februari 1981.

## Barn
1. Sophia av Grekland, född 2 november 1938 (gift med Juan Carlos av Spanien)
2. Konstantin II av Grekland, född 2 juni 1940
3. Irene, född 11 maj 1942